# Деххахан
Деххахан (перс. خواهان‎) — город на северо-востоке Афганистана, в провинции Бадахшан. Административный центр района Хвахан. Расположен на реке Пяндж, на границе с Таджикистаном, в плодородной долине, на высоте 1040 м над уровнем моря.

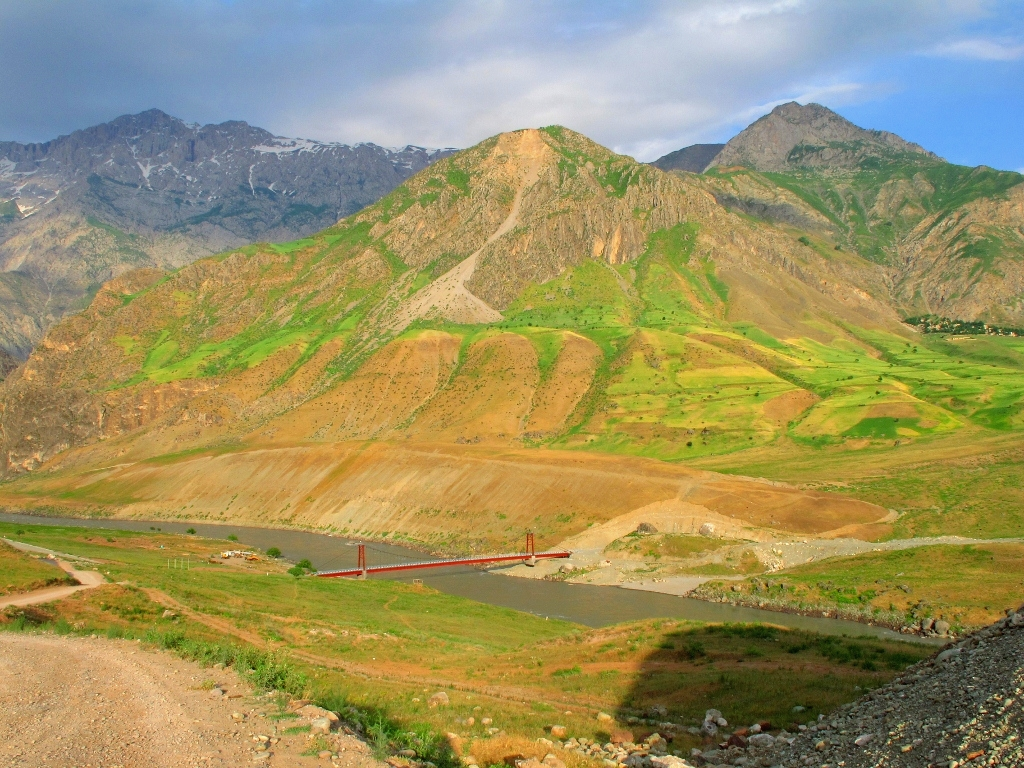
Афгано-таджикский «Мост дружбы» в районе Хвахан и Шамсиддин Шохин Таджикистана
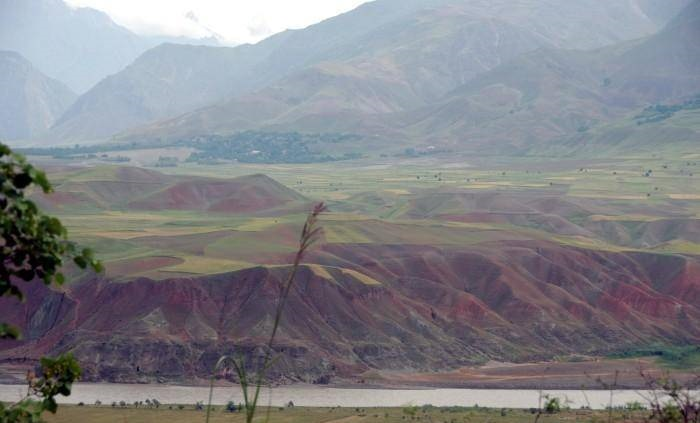
Сельскохозяйственная земля, Хвахан и река Пяндж, Анжираб Паён